# Бартош Шеліґа
Бартош Шеліґа (пол. Bartosz Szeliga; нар. 10 січня 1993, Новий Санч, Польща) — польський футболіст, півзахисник футбольної команди «П'яст» з міста Гливиць.
З 2010 по 2013 рік захищав кольори «Сандеції». 1 січня 2014 року уклав угоду з «П'ястом» і приєднався до основної команди.